# Chiesa di San Giorgio (Anela)
La chiesa di San Giorgio è una chiesa campestre situata in territorio di Anela, centro abitato della Sardegna centrale. Consacrata al culto cattolico, fa parte della parrocchia dei Santi Cosma e Damiano, diocesi di Ozieri.

La chiesa sorge all'interno del complesso medievale (o castrum) di San Giorgio di Aneleto, in località Funtana 'e Cresia, da cui si domina l'abitato di Anela.